# Ixodes jonesae
Ixodes jonesae este o specie de căpușe din genul Ixodes, familia Ixodidae, descrisă de Kohls, Sonenshine și Clifford în anul 1969.
Este endemică în Venezuela. Conform Catalogue of Life specia Ixodes jonesae nu are subspecii cunoscute.